# Simone Forti
Simone Forti (Florence, 25 maart 1935) is een Amerikaans danser en choreograaf van Italiaanse origine, die van grote invloed is geweest op de ontwikkeling van de moderne dans in de twintigste eeuw. Haar dansstuk Huddle uit 1961 wordt beschouwd als baanbrekend in de ontwikkeling van de performancekunst. Ze ontwikkelde in haar danspraktijk een geheel eigen lichaamsbewustzijn en geldt als pionier van het minimalisme in de dans.

## Leven
Simone Forti's vader was van Joodse afkomst. In 1938 bracht hij zichzelf en zijn gezin in veiligheid voor het fascisme en antisemitisme in Italië. Ze emigreerden naar Zwitserland en van daaruit naar de Verenigde Staten.
Forti groeide op in Los Angeles en trouwde al vroeg met de kunstenaar Robert Morris, die les gaf op Reed College, waar ze een opleiding in beeldende kunst volgde. In 1956 verhuisde het echtpaar naar San Francisco, waar ze relatief laat begon te dansen in Anna Halprin's “Dancer's Workshop”. In 1959 verhuisden ze naar de oostkust, waar ze haar dansopleiding voortzette bij Martha Graham en Merce Cunningham in New York. In deze periode begon ze muzikaal te experimenteren met Robert Dunn. Eind 1960 kreeg ze de gelegenheid haar stukken Rollers en See-Saw te tonen in de Reuben Gallery. Het stuk Huddle uit 1961 werd later gezien als een belangrijke stap in de ontwikkeling van performance.
Tussen 1962 en 1966 was Forti getrouwd met Robert Whitman en werkte ze met hem samen aan zijn happenings. Gedurende deze periode maakte ze geen eigen werk.
Simone Forti werkte onder meer samen met de choreografen Anna Halprin, Merce Cunningham, Martha Graham en Trisha Brown en met muzikanten en performers zoals La Monte Young, Richard Maxfield, Charlemagne Palestine, Terry Riley en Yoko Ono.
Buiten de Verenigde Staten heeft Forti als performer en docent gewerkt in onder andere Canada, Venezuela, Japan, Australië en verschillende Europese landen. Ze werd onder andere onderscheiden met de Bessie Award in 1995 en ontving een fellowship van de Solomon R. Guggenheim Foundation in 2006.

## Werk

### Voornaamste werken
Begin jaren zestig begon Forti te werken aan haar serie Dance Constructions. Deze 'dansconstructies' kwamen voort uit de behoefte om het eigen fysieke ongemak te gebruiken om, in haar eigen woorden "zoiets eenvoudigs en fundamenteels te voelen als de aantrekkingskracht tussen de massa van mijn lichaam en de aarde, of omdat ik het verlangen had om te duwen, trekken en klimmen." In april 1961 presenteerde ze haar baanbrekende programma An Evening of Dance Constructions in de ruime loft van Yoko Ono in Manhattan. In het stuk Herding werden de toeschouwers meerdere malen door de performers rondgedreven, van de ene kant van de zaal naar de andere. “Deze ongewone prestatie... leek eerder grillig dan grof vanwege de ingetogen demonstratie van beperkte macht. Daarom protesteerde ook niemand”, schreef haar toenmalige studiegenoot Yvonne Rainer in 2014. Forti's dansconstructies zijn in eerste instantie korte tekstuele instructies. Ze zijn bedoeld voor statische stukken, die zich niet ontwikkelen, maar juist bedoeld zijn om zodanig in de ruimte te worden geplaatst dat ze op sculpturen gaan lijken. Er kunnen meerdere stukken tegelijk worden uitgevoerd. Groepen dansers vertalen de instructies naar beweging, al dan niet met statische hulpmiddelen. In de dansconstructie Huddle klimmen de deelnemers bijvoorbeeld op een structuur die door hun eigen lichaam wordt gevormd. In een constante maar niet overhaaste beweging breken ze zich los van een dicht bij elkaar gelegen groep van zeven of acht deelnemers, waarvan telkens één of twee personen zich losmaken, op de lichamen van anderen klimmen en weer onderdeel worden van de menigte. De performance kan ongeveer tien minuten duren. “Men associeert de beweging met de opwaartse drang van leiderschapskarakters. Of men denkt aan de mensen in de gaskamers van de vernietigingskampen die snakkend naar adem lucht probeerden te krijgen”, schreef Eva-Elisabeth Fischer in 2014 in haar recensie van de tentoonstelling in het Museum der Moderne in Salzburg. Huddle tart nog altijd een al te haastige interpretatie, benadrukte Fortis' danscollega Steve Paxton van het pionerende dansgezelschap Judson Dance Theatre, waartoe ook Yvonne Rainer en Trisha Brown behoorden. Forti bracht een compleet nieuwe houding in de danswereld, herinnerde Paxton zich in 2014: “Het was een schok voor de kijkers om de betekenis ontzegd te worden waarmee ze de ervaring van zo’n artistiek project hadden kunnen classificeren.”
In de voorstelling Cloths uit 1967 verschuilen de performers zich achter grote met stof beklede frames. Het draait allemaal om zingen, waarbij de stemmen in klank verweven raken en, als de één stopt, de ander er ineens alleen voor kan staan. “Het stuk straalt een naaktheid en een verlegenheid uit tegenover de sociale component van de situatie”, zo beschreef Tashi Wada het effect ervan.
In haar stukken uit de serie News Animation neemt Forti taalkundige beelden uit nieuwsteksten letterlijk, bijvoorbeeld 'in een staat van wanorde' als term voor de situatie van een samenleving, en werkt ze uit hoe "het feitelijke wordt gekanaliseerd door het lichaam en al zijn delen", aldus Fred Dewey in 2014.

### Werken (selectie)
- 1960: See-Saw, Rollers
- 1961: Slant Board, Huddle, Hangers, Platforms, Accompaniment for La Monte's "2 Sound"..., From Instructions, Censor, Herding
- 1967: Face Tunes, Cloths, Elevation Tune No. 2 , Song
- 1969: Book, Bottom, Fallers, Sleepwalkers, Throat Dance
- 1971: Buzzing, Illuminations (i.s.m. Charlemagne Palestine)
- 1974: The Zero, Crawling
- 1975: Big Room, Red Green
- 1976: Planet
- 1978: Fan Dance
- 1979: Estuary, Home Base
- 1981: Jackdaw Songs
- 1989: Touch
- 1991: Animations, Collaboration, To Be Continued, Still Life